# تاییف‌لی
تاییف‌لی (به لاتین: Tayıflı) یک منطقه مسکونی در جمهوری آذربایجان است که در شهرستان اغوز واقع شده‌است. تاییف‌لی ۶۱۳ نفر جمعیت دارد.